# Humerana oatesii
Humerana oatesii е вид земноводно от семейство Водни жаби (Ranidae).

## Разпространение
Видът е разпространен в Мианмар.